# Pavillon du Canada (1967)
Le pavillon du Canada était un des pavillons les plus populaires de l'Exposition universelle de 1967 à Montréal (Québec, Canada). Le pavillon présentait une structure pyramidale inversée ainsi qu'une promenade dans une attraction appelée l'arbre des gens contenant 1 500 photos de Canadiens. Le pavillon a connu sa plus forte fréquentation quotidienne le jour de la fête du Canada (1er juillet) qui marquait aussi la journée du Centenaire de la confédération canadienne.
La grande pyramide inversée du pavillon s'appelait Katimavik, mot en inuktitut qui signifie lieu de rassemblement. La pyramide était haute de neuf étages et était supportée par quatre colonnes. Le bâtiment abritait à sa base un théâtre tournant, qui utilisait des salles mobiles en forme de coin pour amener les spectateurs d'une projection à l'autre, faisant une révolution complète toutes les demi-heures.
De plus petites pyramides reliées à la grande pyramide inversée abritaient les expositions Le territoire du Canada, La croissance du Canada et Le défi pour les Canadiens, le Canada et le monde. Le pavillon était situé sur un terrain de 30 285 mètres carrés près de l'extrémité sud de l'île Notre-Dame,. La construction du pavillon avait coûté 24 millions de dollars. La pyramide inversée était une structure de 1 000 tonnes, avec un cadre creux en acier. Ouverte sur le ciel, ses quatre murs intérieurs inclinés présentaient des sculptures géantes représentant un cadran solaire, un sablier, une boussole et des masques kyogen et haïda.

## Conception et construction
L'architecte en chef de l'Expo, Édouard Fiset, avait d'abord insisté pour que le Pavillon du Canada soit beaucoup plus petit, limité à un seul acre. L'architecte Rod Robbie était convaincu que le Pavillon du Canada devait avoir le plus grand site de la foire, exigeant 11,5 acres. La vision de Rod Robbie a finalement prévalu grâce à l'appui du ministre fédéral Mitchell Sharp et du commissaire du Pavillon du Canada H. Leslie Brown.
La forme pyramidale inversée du pavillon est le fruit du hasard. Robbie et son équipe étaient des fumeurs, et pendant qu'ils travaillaient avec des boîtes en carton comme modèles pour tester différentes formes pour le pavillon, quelqu'un a placé un grand cendrier vert en forme de pyramide inversée, au milieu des boîtes. C'est ce qui a inspiré Katimavik.

## Architectes
Le Pavillon du Canada a été conçu par les architectes Rod Robbie et Colin Vaughan (en) de la firme Ashworth, Robbie, Vaughan et Williams Architects and Planners, Paul Schoeler de la firme Schoeler, Barkham and Heaton Architects and Planning Consultants, et Matt Stankiewicz de la firme Z. Matthew Stankiewicz Architect, avec les architectes consultants Evans St. Gelais et Arthur Erickson. Selon Robbie, son entreprise a été choisie parmi des concurrents comme John C. Parkin (en) et Arcop (en).

## L'Arbre des gens
L' Arbre des gens devant le pavillon était composé d'images de Canadiens imprimées sur des feuilles de nylon orange et rouge, les couleurs d'un érable en automne. De soixante pieds de hauteur, l'Arbre des gens était composé de mille feuilles, dont la moitié portait des images de Canadiens au travail ou au jeu. L'accès à l'arbre se faisait par un escalier en colimaçon.

## Autres structures
Au nord-est du pavillon, un centre d'arts comprenait un théâtre de 500 places, une exposition d'art et d'artisanat et une bibliothèque de référence. Le site disposait également d'un centre de création pour enfants et d'un restaurant, La Toundra, qui présente une murale réalisée par des artistes inuits Elijah Pootoogook et Kumukuluk Saggiak. Le compositeur canadien Otto Joachim a créé pour l'occasion une pièce de musique électroacoustique à quatre canaux qui a été jouée pendant toute la durée d'Expo 67.
Flight, une sculpture de Sorel Etrog, est transféré après l'exposition à la Banque du Canada à Ottawa.